# Gabara subnivosella
Gabara subnivosella (tên tiếng Anh: Wet Sand Savannah Moth) là một loài bướm đêm thuộc họ Erebidae. Nó được tìm thấy ở Manitoba phía nam đến Maryland, Massachusetts và New York.
Sải cánh dài khoảng 25 mm.
Con trưởng thành rất đa dạng về màu sắc với màu từ gần trắng đến xám tối.